# Ян Лянцкоронський
Ян Лянцкоронський (пол. Jan Lanckoroński z Brzezia; бл. 1421–1451) — державний діяч, урядник королівства Польського. Відомий як Ян «Маршалкович».

## Життєпис
Походив з польського шляхетського роду Лянцкоронських гербу Задора. Син Збіґнєва з Бжезя та його другої дружини Ганни з Тенчина. Народився близько 1421 року. 1425 року після смерті батька номінально став співвласником родинних маєтків, алефактично ними керував старший зведений брат Миколай.
1435 року оженвися. 1443 року розділив з братом родинні володіння, отримавши місто Водзіслав із селами та маєтки Зебжидовіце та Рудник, а також як тенуту (оренду) королівське місто й замок Добчиці із селами. На честь цього додав до свого прізвища «з Влодзіслава».
1448 року призначається маршалком надвірним коронним. Помер раптово 1451 року.

## Родина
Дружина — Магдалена Грифова з Гошиць
Діти:
- Лукаш (д/н— після 1486)
- Збігнев (1450—1499), староста ойцувський